# La casa della strega
La casa della strega  è un'antologia di quattro racconti horror scritti da Seabury Quinn.

## Contenuti
- La casa della strega (Witch-House, 1936)
- Le mani della morta (Hands of the Dead, 1935)
- La casa dei tre cadaveri (The House of the Three Corpses, 1939)
- Il Coltello Rosso di Hassan (The Red Knife of Hassan, 1934)

## Edizioni in italiano
- Seabury Quinn, La casa della strega, in Il Fantastico Economico Classico n. 12, traduzione di Gianni Pilo, Compagnia del Fantastico, Gruppo Newton, 1994,  p. 98.